# Мак-Кинли, Ида
Ида Сакстон Мак-Кинли (англ. Ida Saxton McKinley; 8 июня 1847 — 26 мая 1907) — жена президента Уильяма Мак-Кинли и первая леди США с 1897 по 1901 год.

## Детство и брак
Ида родилась в Кантоне, Огайо, в семье банкира Джеймса Сакстона и Кэтрин ДеУолт-Сакстон. Её дедушка, Джон Сакстон, основал в 1815 году первую газету Кантона, The Repository. Окончившая семинарию Брук Холл и среднюю школу в Медиа, Пенсильвания, Ида была утончёна, обаятельна и привлекательна, что поразило Уильяма Мак-Кинли на пикнике в 1867 году. Ухаживать за Идой Мак-Кинли начал после её возвращения из европейского турне в 1869 году. После путешествия она устроилась кассиром в банк отца.
Уильям Мак-Кинли, в возрасте 27 лет, женился на Иде Сакстон, в возрасте 23 лет, 25 января 1871 года в Первой пресвитерианской церкви, находящейся в стадии строительства. После свадьбы пара провела приём в доме родителей невесты.

## Болезнь
Обладая хрупким и нервным темпераментом, миссис Мак-Кинли окончательно сломалась от смерти своей матери и двух малолетних детей. У неё случались приступы эпилепсии и она стала полностью зависимой от мужа. Её припадки порой происходили на светских мероприятих, например на первом балу Мак-Кинли на посту губернатора. Будучи до конца жизни инвалидом, она увлекалась вязанием тапочек.

## Дети
У супругов Мак-Кинли было две дочери (обе умерли в детстве):
- Кэтрин Мак-Кинли (25 декабря 1871 — 25 июня 1875) — умерла от брюшного тифа.
- Ида Мак-Кинли (1 апреля 1873 — 22 августа 1873).

## Первая леди США
Президент Мак-Кинли принимал меры предосторожности для своей жены. В разрез традиции, на официальных обедах она сидела рядом с ним, а не на другом конце стола. При получении телеграмм она сидела рядом с ним. Все обязанности Иды взяла на себя Дженни Татл Хобарт, жена вице-президента Гаррета Хобарта. Гости отмечали, что при появлении миссис Мак-Кинли президент прикладывал к её лицу салфетку, чтобы скрыть искажённые черты лица. Когда она уходила он делал вид, что ничего не было.
О преданности президента жене стали говорить в столице. «Из всех мужей в Вашингтоне президенту Мак-Кинли труднее всех», писал Марк Ханна.
Миссис Мак-Кинли в 1901 году отправилась с мужем в Калифорнию, но из-за ухудшения состояния здоровья в Сан-Франциско тур был отменён.

## Последние годы жизни и смерть
После убийства своего мужа Леоном Чолгошом в Буффало в сентябре 1901 года, Ида Мак-Кинли потеряла волю к жизни. На похоронах мужа она не присутствовала. Оставшиеся шесть лет своей жизни о ней заботилась сестра. Ида Сакстон Мак-Кинли умерла 26 мая 1907 года в Кантоне, Огайо. Была похоронена рядом с мужем и двумя дочерьми в Национальном мемориале «Мавзолей Мак-Кинли» в Кантоне.

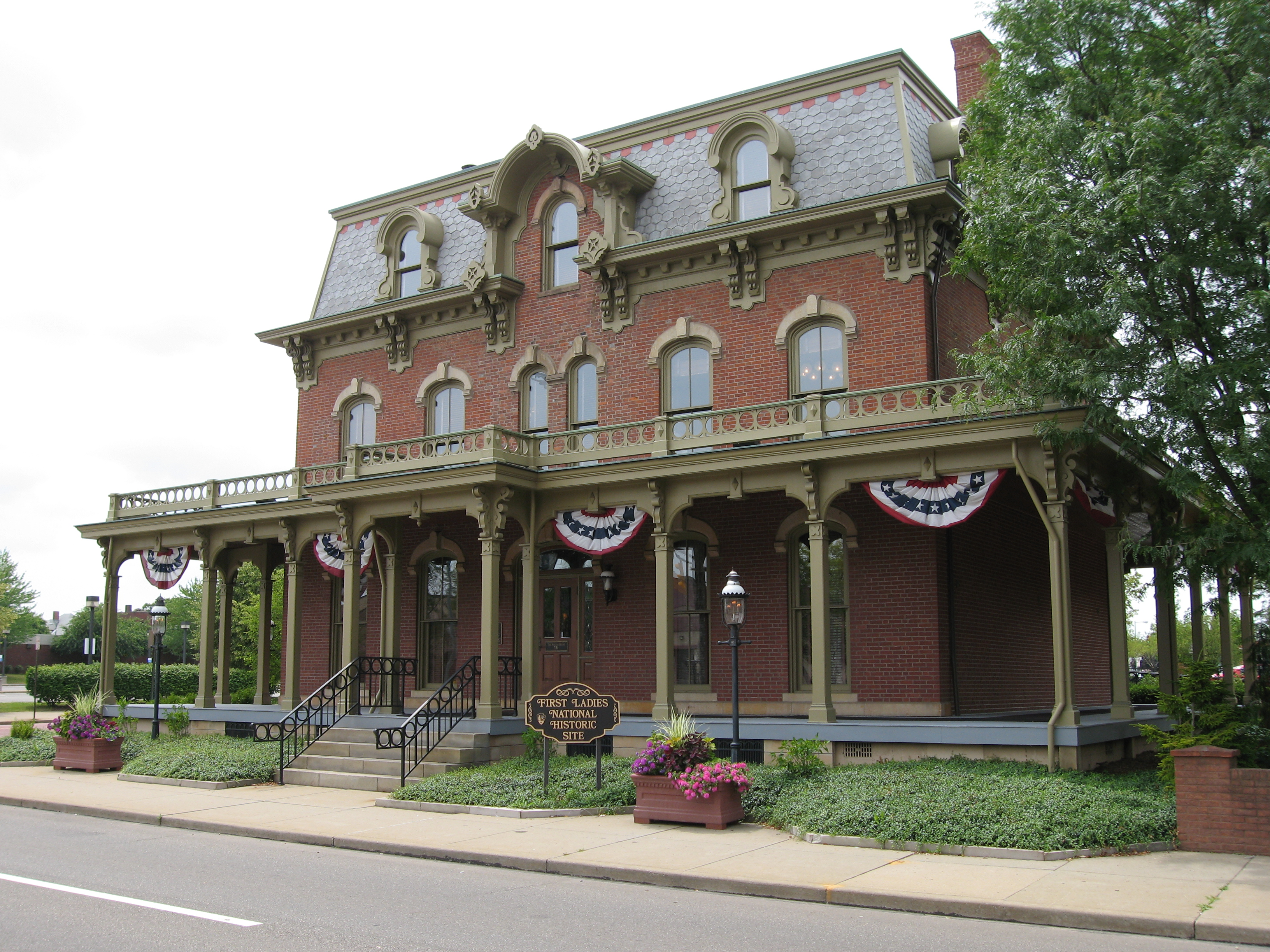
Бывший дом Иды Сакстон, ныне Исторический музей Первой леди

## Наследство
Дом, где Ида провела детство, был сохранён. В дополнение, сохранился дом, где супруги Мак-Кинли жили с 1878 по 1891 год. Он восстановлен в викторианском блеске и стал частью Национального исторического музея.